# 1891 en philosophie
Chronologie de la philosophie
- 1887
- 1888
- 1889
- 1890
- 1891
- 1892
- 1893
- 1894
- 1895

L’année 1891 a été marquée, en philosophie, par les événements suivants :

## Naissances
- 18 mai : Rudolf Carnap, philosophe allemand naturalisé américain, mort en 1970 ;
- 12 octobre : Edith Stein, philosophe et théologienne allemande, morte en 1942 ;
- Date précise inconnue :
  - Emmanouil Entchmène, comportementaliste soviétique, mort en 1966.

## Décès
- 26 avril (8 mai dans le calendrier grégorien) : Helena Blavatsky, créatrice de la « théosophie », née en 1831, morte à 59 ans.